# Strangers' Hall
Strangers' Hall é um museu de história doméstica localizado em Norwich, Norfolk, no Reino Unido. É um edifício listado como Grau I.
As partes mais antigas do edifício datam do século XIV, embora muitos acréscimos tenham sido feitos à estrutura ao longo das centenas de anos de uso.
Embora Strangers' Hall tenha sido o lar de muitos membros variados da sociedade, incluindo um advogado e um mestre de dança, é mais notável como a residência de vários prefeitos de Norwich, tendo servido para este propósito pela primeira vez em 1340.